# Ceratagallia tergata
Ceratagallia tergata är en insektsart som beskrevs av Van Duzee 1923. Ceratagallia tergata ingår i släktet Ceratagallia och familjen dvärgstritar. Inga underarter finns listade i Catalogue of Life.